# Carlo Ludovico Ragghianti

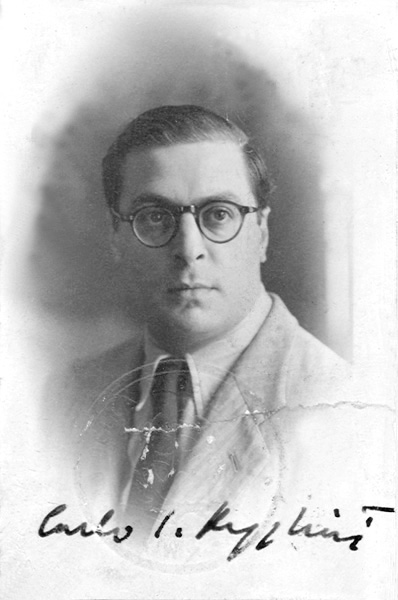
Carlo Ludovico Ragghianti

Carlo Ludovico Ragghianti (* 18. März 1910 in Lucca; † 3. August 1987 in Florenz) war ein italienischer Kunsthistoriker und Kunstkritiker.

## Leben
Ragghianti studierte Kunstgeschichte an der Scuola Normale Superiore di Pisa sowie der Universität Pisa, vor allem bei Matteo Marangoni. 1935 gründete er gemeinsam mit Ranuccio Bianchi Bandinelli die Zeitschrift «Critica d’Arte». Von 1948 bis 1972 lehrte er als Professor der Kunstgeschichte an der Universität Pisa.
Ragghiantis private Bibliothek, Fotothek und seine Archivalien werden vom Centro Studi sull’Arte Licia e Carlo Ludovico Ragghianti in Lucca aufbewahrt.

## Schriften (Auswahl)
- Profilo della critica d’arte in Italia, Firenze 1948.
- Arte, fare e vedere. Dall’arte al museo, Firenze 1974.
- Il caso De Chirico. Saggi e studi, Firenze 1979.
- Opere di Carlo L. Ragghianti, Firenze et al. 1980 ff.